# Corupția în Nicaragua
Corupția reprezintă o problemă serioasă și în creștere pentru desfășurarea afacerilor în Nicaragua.
În Indicele de percepție a corupției din 2023 al Transparency International, Nicaragua a obținut un scor de 17 pe o scală de la 0 („foarte corupt”) la 100 („necorupt”). Ca poziție, Nicaragua s-a clasat pe locul 172 din 180 de țări incluse în indice, unde țara aflată pe locul 1 este percepută ca având cel mai onest sector public. Pentru comparație cu scorurile la nivel mondial, cel mai bun scor a fost 90 (locul 1), scorul mediu a fost 43, iar cel mai slab scor a fost 11 (locul 180). Comparativ cu scorurile regionale, cel mai mare scor din țările Americii a fost 76, scorul mediu a fost 43, iar cel mai scăzut scor a fost 13.
Potrivit Freedom House, de la alegerea lui Daniel Ortega în 2006, corupția a crescut în Nicaragua. Țara ocupă locul 133 din 140 de state în Indexul Statului de Drept al World Justice Project (2022).

## Analiză
Conform Foreign Policy, după pierderea alegerilor prezidențiale din 1990, Daniel Ortega și-a petrecut următorul deceniu construind alianțe cu foști adversari politici, ceea ce l-a ajutat să câștige alegerile prezidențiale din 2006. După ce a preluat președinția, Ortega a utilizat diverse mijloace pentru a-și menține puterea în Nicaragua. Acestea au inclus „măsuri legale înșelătoare pentru a-i hărțui pe cei care refuzau să se alinieze cu el,” printre care foști aliați și membri ai Frontului Sandinist.
Ortega a construit apoi o alianță fragilă cu comunitatea de afaceri, în special cu organizația de afaceri COSEP din Nicaragua, ceea ce a redus antagonismul dintre guvernul său și sectorul privat. Această strategie a fost similară tacticilor utilizate de dictatura familiei Somoza, care a condus Nicaragua în deceniile de dinaintea ascensiunii lui Ortega.
Conform Freedom House, Nicaragua s-a aflat pe lista celor mai mari declinuri ale scorului pe o perioadă de 10 ani în raportul „Libertatea în Lume din 2017,” organizația pentru drepturile omului declarând:
„Alegerea liderului sandinist Daniel Ortega în 2006 a marcat începutul unei perioade de deteriorare democratică în Nicaragua, care continuă și astăzi. Președintele Ortega a consolidat controlul partidului său asupra tuturor ramurilor guvernului, a limitat libertățile fundamentale și a permis ca o corupție necontrolată să invadeze administrația. În 2014, Adunarea Națională a aprobat amendamente constituționale care i-au deschis calea lui Ortega să câștige un al treilea mandat consecutiv în noiembrie 2016.”—Freedom House

### Mită
Unele companii au sugerat că autoritățile din Nicaragua solicită adesea plăți de facilitare pentru desfășurarea activităților comerciale și că guvernul favorizează frecvent companiile cu legături privilegiate.

### Favoritism
Potrivit The New York Times, în timpul ascensiunii sale la putere, Ortega a utilizat grupurile sindicale pentru a organiza proteste și pentru alte scopuri politice. După preluarea puterii, le-a oferit liderilor sindicali poziții bune în cadrul guvernului nicaraguan.
Conform publicației Foreign Policy, înainte de realegerea sa în alegerile din 2016, soția lui Ortega, Rosario Murillo, acumulase deja o putere considerabilă asupra guvernului nicaraguan, controlând toate programele sociale ale țării. Când Murillo a început să se implice activ în politică, nicaraguanii au început să compare practicile politice ale familiei Ortega cu cele ale dictaturii familiei Somoza.
Până la protestele din Nicaragua din 2018-2020, The New York Times a remarcat că Ortega și soția sa dețineau controlul asupra tuturor ramurilor guvernului și mass-mediei din țară. Prin această influență, Ortega a manipulat judecătorii și legislatorii pentru a elimina limitele constituționale privind numărul de mandate prezidențiale, ceea ce i-a permis să-și mențină puterea. Atât adversarii, cât și susținătorii au recunoscut că Murillo, care a fost numită vicepreședintă, avea o influență majoră asupra deciziilor lui Ortega. The New York Times a declarat: „Puține decizii par să fie luate fără aprobarea ei, ceea ce arată clar că ea este cea care ia deciziile importante.” De asemenea, copiii lui Ortega au primit poziții puternice în cadrul guvernului.

## Eforturile anticorupție
În general, Nicaragua dispune de un cadru legislativ bine dezvoltat pentru prevenirea și incriminarea corupției. Țara a semnat mai multe acorduri internaționale, precum Acordul de Comerț Liber dintre Republica Dominicană și America Centrală și Convenția Națiunilor Unite împotriva corupției. Cu toate acestea, în practică, instituțiile anticorupție din Nicaragua sunt puternic influențate politic.